# Avro Lancaster
L'Avro 683 Lancaster (familièrement appelé Lanc) est un bombardier quadrimoteur de la Seconde Guerre mondiale, initialement produit par la société Avro pour l'armée de l'air britannique. Entré en service en 1942, il est construit à plus de 7 000 exemplaires et est, avec le Handley Page Halifax, le Short Stirling et le Vickers Wellington, le principal bombardier de la Royal Air Force durant cette période. Il se rend célèbre pour ses bombardements de nuit. Il est une des armes principales des bombardements alliés en France et plusieurs centaines de ces appareils ont participé au massif bombardement de Dresde en février 1945. Il n'en reste, en 2015, que deux encore en état de vol.

## Conception

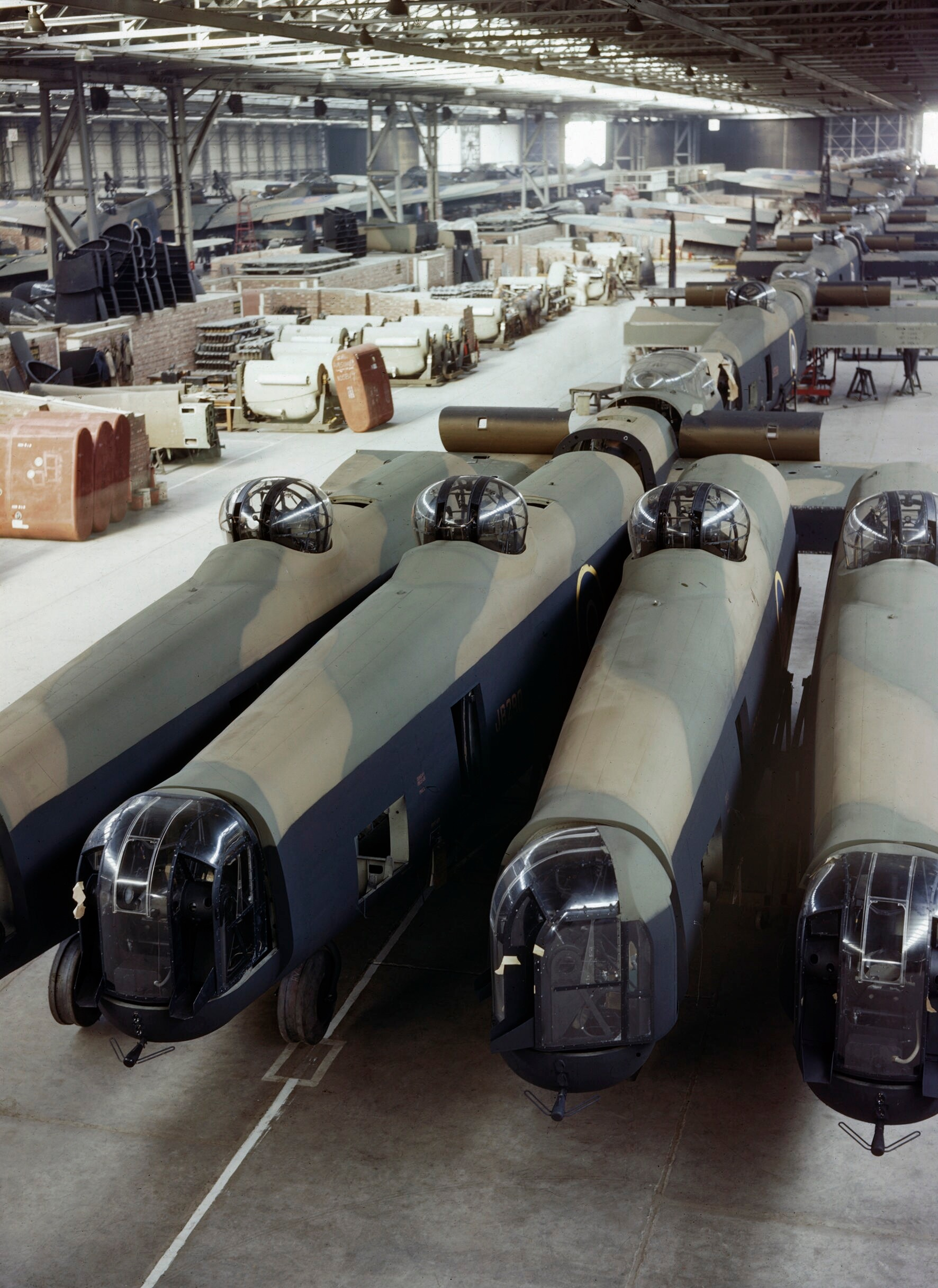
Des Avro Lancaster en construction en 1943 à l'usine A.V. Roe & Co, Ltd, sur le site de l'aérodrome de Woodford dans le Cheshire.

L'Avro Lancaster est développé sur la base du bombardier bimoteur Manchester. Ce dernier n'a pas connu de succès et ses performances, bien en deçà des estimations et des espérances, ont failli sonner le glas d'Avro. En désespoir de cause, l'ingénieur en chef d'Avro décide de le modifier pour en faire un quadrimoteur et ainsi améliorer ses performances. Ce faisant, il transforme un médiocre bombardier en un appareil qui devient le fer de lance du Royal Air Force Bomber Command jusqu'en 1945.
Le Lancaster a en outre la capacité d'emporter une charge de bombes deux, voire trois fois supérieure aux avions similaires de son temps : B-17 ou B-24. Cependant, le B-17 et le B-24 sont significativement supérieurs en termes de plafond ou d'armement défensif.
En mai 1943, des Lancaster modifiés sont équipés de bombes rebondissantes (les « Dam Busters ») pour briser les barrages.
À partir de début 1944, il peut transporter une bombe unique de près de six tonnes, dite Tallboy, ou de près de dix tonnes appelée Grand Slam, selon l'objectif auquel elle est destinée.
7 377 cellules sont construites dans six usines, 7 374 avions sont livrés incluant les prototypes. Le pic de production est atteint en août 1944 avec 293 exemplaires assemblés dans le mois, sans compter les pièces détachées.
Durant la Seconde Guerre mondiale, les Lancaster larguent un total de plus de 600 000 tonnes de bombes et 51 millions de bombes incendiaires.

### Comparaison
| Avion     | Modèle     | Pays | Equipage | Plafond (m) | Bombes (kg) | Rayon d'action (km) | Armement     |
| --------- | ---------- | ---- | -------- | ----------- | ----------- | ------------------- | ------------ |
| B-17      | G          | USA  | 10       | 10 000      | 2 700       | 3 219               | 13 × 12,7 mm |
| B-24      | J          | USA  | 11       | 8 500       | 1 200       | 1 930               | 12 × 12,7 mm |
| Lancaster | B Mark I   | GB   | 7        | 6 500       | 6 350       | 3 219               | 8 × 7,7 mm   |
| Halifax   | B Mark III | GB   | 7        | 7 315       | 5 900       | 3 000               | 9 × 7,7 mm   |
| Stirling  | Mark I     | GB   | 7        | 5 000       | 6 350       | 3 750               | 8 × 7,7 mm   |

## En France
Le traité commun de défense de l'Union de l'Europe occidentale permet à l'Aéronautique navale d'être dotée de 59 Lancaster pour des missions d'entraînement, de lutte anti-sous-marine et de secours en mer entre 1950 et 1962.
Au Maroc, en 1956, la base aéronavale française de Port-Lyautey (Kénitra) abritait une escadrille équipée pour la lutte anti-sous-marine et le secours en mer. Ils furent remplacés vers 1960 par des P-2 Neptune. La base aéronavale d'Agadir (Maroc) était encore équipée de Lancaster dans les années 1960/1961, période marquée par le tremblement de terre de cette ville.

## Variantes

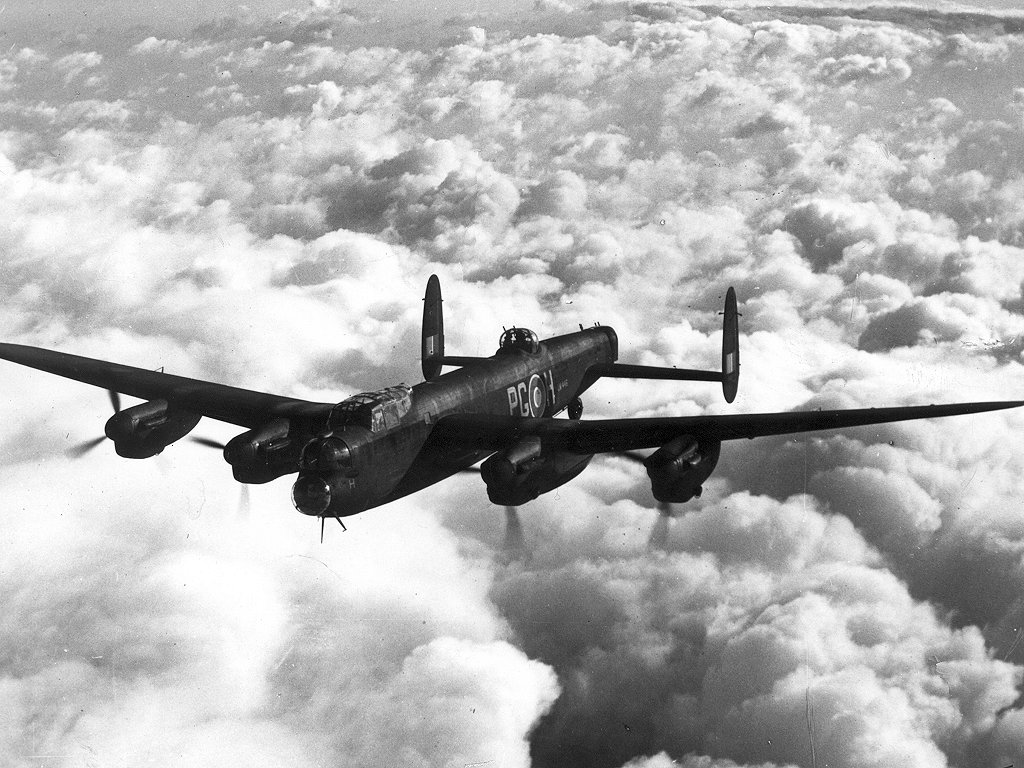
Avro Lancaster B I.

### B I
Les premiers Lancaster furent équipés de moteurs Rolls-Royce Merlin XX et de carburateurs S.U. Des détails mineurs furent changés durant la production de cette série. On peut citer, par exemple, la modification du dessin de la tête du tube de Pitot. Le B I fut aussi équipé par la suite de Merlin XXII et Merlin XXIV.

### B I Spécial
Version Mk.I adaptée pour accueillir la bombe de 12 000 livres « Tallboy » puis celle de 22 000 livres « Grand Slam ». Soute à bombes allongée à l'avant et à l'arrière avec portes déposées (bombes hors gabarit), tourelles déposées. Première "Grand Slam" larguée par le squadron no 617 le 14 mars 1945 contre le viaduc de Bielefeld, détruit en grande partie.

### PR 1
Version du B I modifié pour la reconnaissance photographique. Ce modèle fut utilisé par les Squadrons 82 et 541. L'armement et les tourelles furent enlevés au profit d'un nez reconfiguré pour la reconnaissance et d'un appareil photographique dans la soute à bombes.

### B I (FE)
Pour anticiper les besoins de la Tiger Force qui opérait contre les Japonais, des Lancaster furent « tropicalisés » d'où le nom de la version « FE » (Far East, Extrême-orient). La tourelle centrale était enlevée, un réservoir supplémentaire était ajouté. La radio et le radar étaient aussi modifiés.

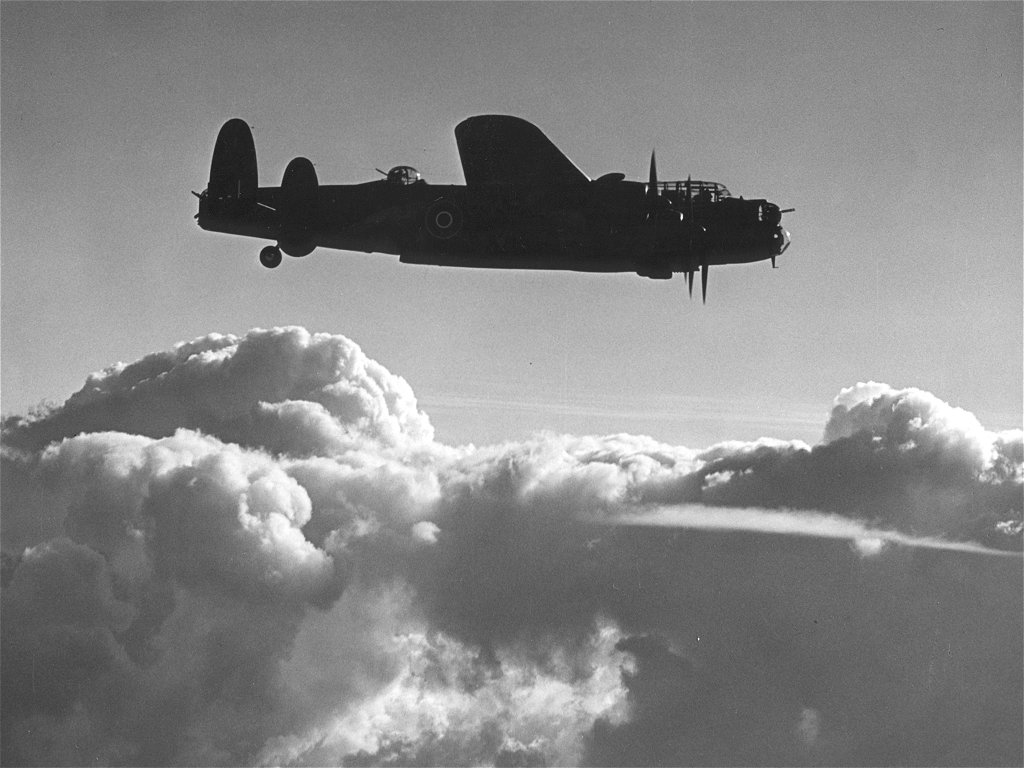
Avro Lancaster B II

### B II
Planifiée en parallèle de la version B Mk I, cette version équipée de moteur en étoile Bristol Hercules développant 1 735 chevaux à 500 pieds (env. 152 m) devait garantir la fourniture de bombardiers aux escadres en cas de rupture d'approvisionnement des moteurs Merlin. Seulement 300 exemplaires furent produits, l'approvisionnement en Merlin étant suppléé par l'américain Packard. Les Lancaster assemblés avec des Packard Merlin, moteurs à la configuration divergeant pour des raisons d'industrialisation et de méthodes de fabrication de celles de Rolls-Royce, subirent consécutivement des évolutions de définition conduisant à leur désignation en B Mk III.

### B III
Variante à moteurs Packard Merlin. V-1650-1 sur prototype MkI modifié (Merlin 28), Merlin 38 de 1 390 ch ou 224 de 1 620 ch sur la série.

### B III Special
Variante du B III. équipé de nouvelle mitrailleuse Browning de 12,7 mm

### GR 3/MR 3
B III modifié pour la reconnaissance maritime.

### B V
Envergure augmentée et fuselage plus long. Plus tard cette version fut renommée Lincoln B 2

### B VI
Version à moteurs Merlin 85 ou 87 de 1 635 ch installés dans des nacelles cylindriques à la suite de la configuration des nouveaux radiateurs. Aucune production en série. Seulement deux cellules B Mk.I et cinq B Mk.III furent transformées par Rolls-Royce. Un ou deux Mk.VI furent employés comme avions de reconnaissance au sein du squadron no 635. Les performances du MkVI étaient sensiblement supérieures à celles du Mk.III.

### B VII
Version doté d'une tourelle dorsale Martin avec deux mitrailleuses 12,7mm

### B X
Lancaster Mk.III construits par Victory Aircraft Limited au Canada à destination de la RAF et de la RCAF (Royal Canadian Air Force) à raison de 430 exemplaires. Le premier exemplaire est sorti des chaînes le 6 août 1943 à destination de la RCAF (KB700) et a été baptisé « Ruhr Express » par Mrs. C.G. Power, épouse du ministre canadien de la Défense nationale pour l'air. La plupart des Mk.X étaient propulsés par des Merlin 28. Les appareils étaient assemblés sans tourelles de défense. Celles-ci étaient installées en Grande-Bretagne après leur survol de l'Atlantique au titre de leur livraison.

## Version civile
Une version désarmée, pouvant transporter dix passagers, a été en service dans les années 1940 et 50 : l'Avro Lancastrian.
Le Lancaster a aussi été équipé pour le transport de passagers de façon plus improvisée.

## Galerie

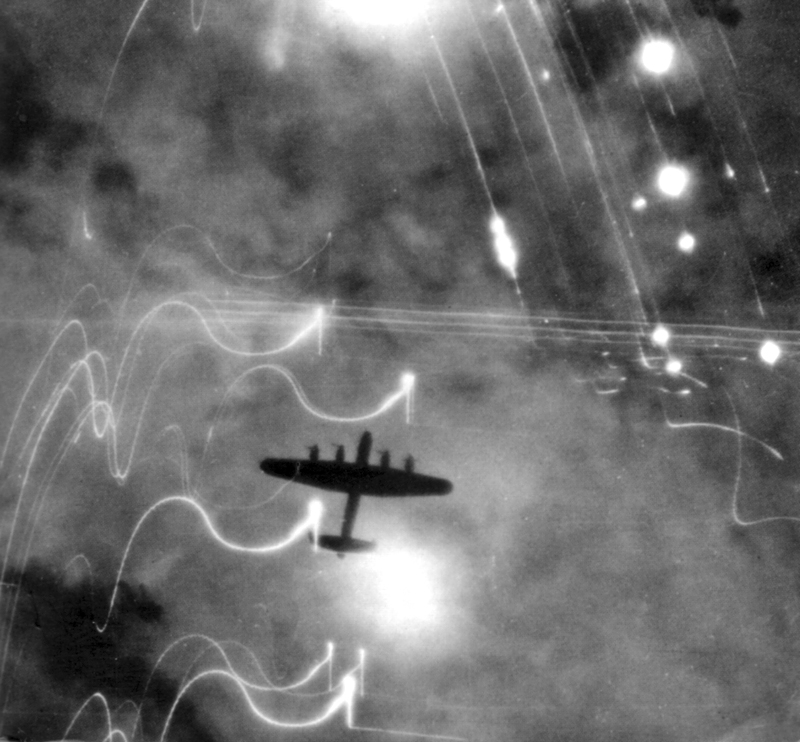
Avro Lancaster au-dessus de Hambourg.
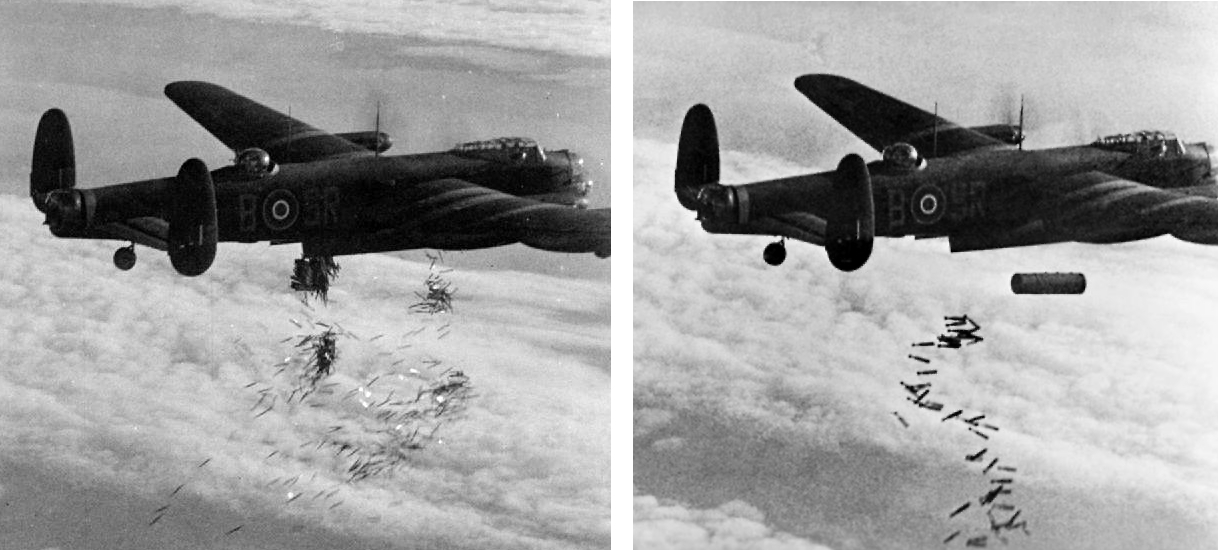
Avro Lancaster B I NG128 larguant des bombes incendiaires de 2 kg (à gauche), suivies des bombes incendiaires de 15 kg et un Blockbuster de 2 tonnes (à droite) sur Duisbourg, le 15 octobre 1944
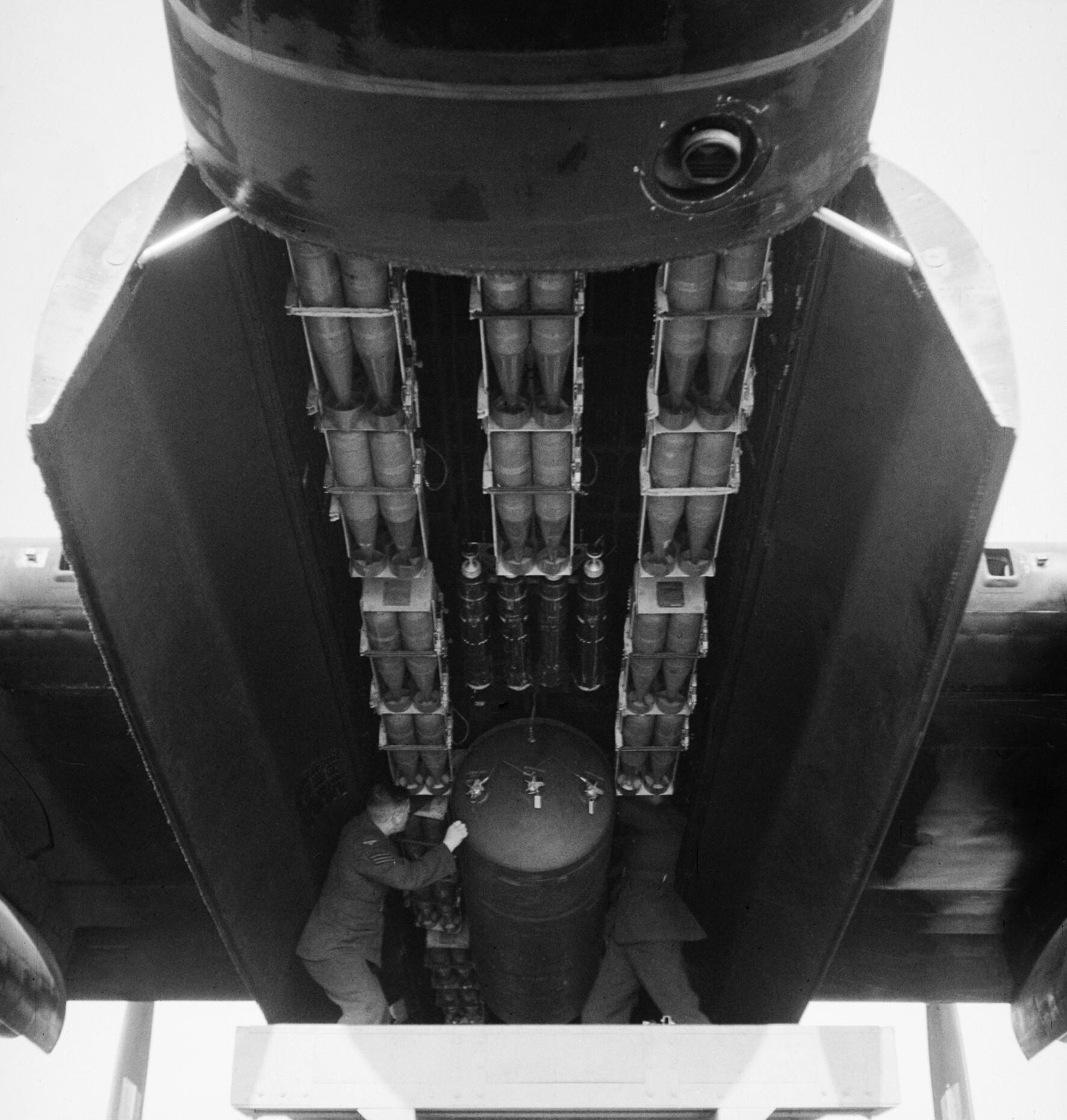
La soute à bombes d'un Avro Lancaster montrant le chargement usuel pour un bombardement incendiaire : la plus grosse, l'explosive, « Cookie » (1 814 kg) et les petites incendiaires (14 kg), avant un raid sur Brême, en septembre 1942.
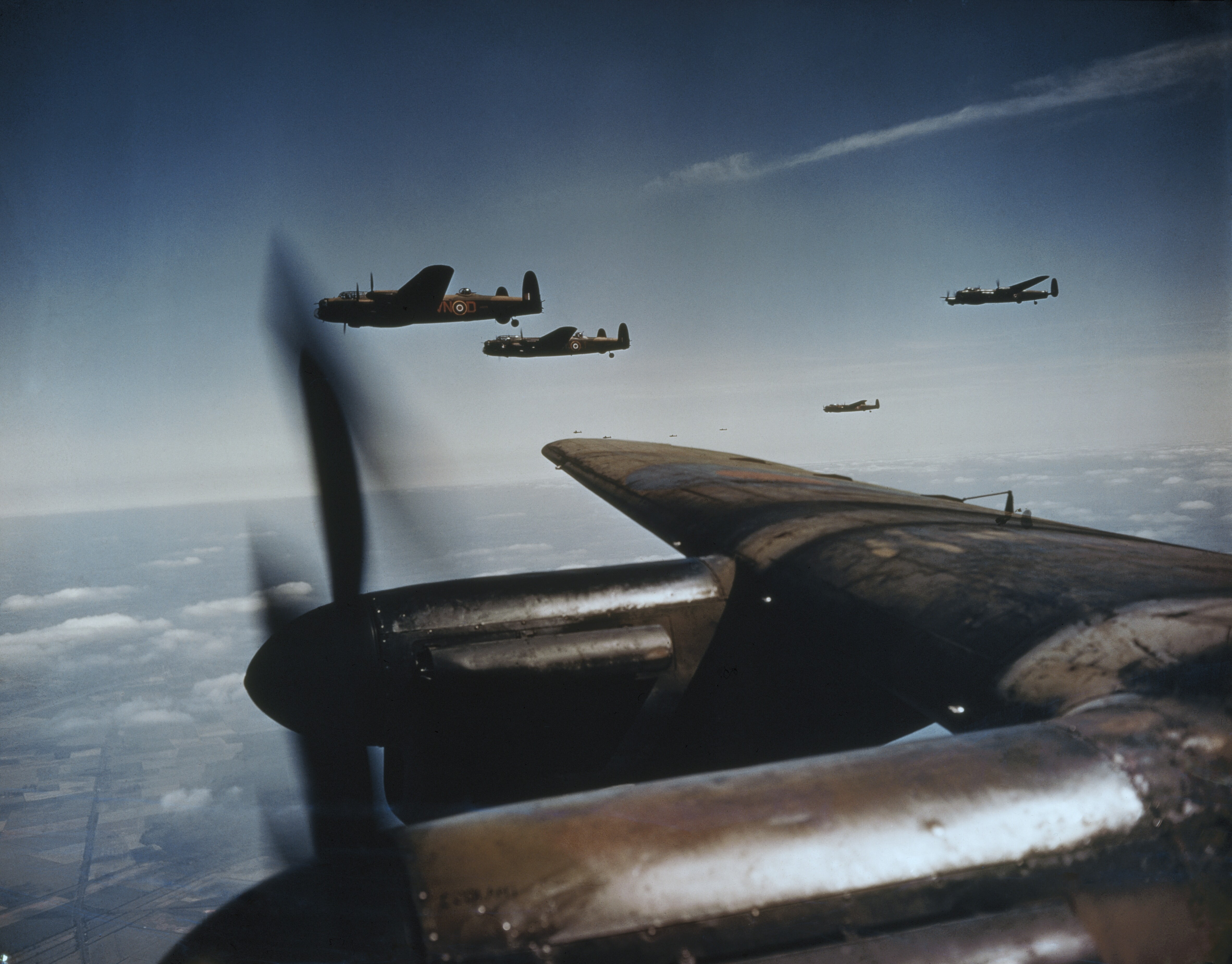
Des Avro Lancaster du Squadron 5, basés à Skellingthorpe (Lincolnshire - Royaume-Uni).
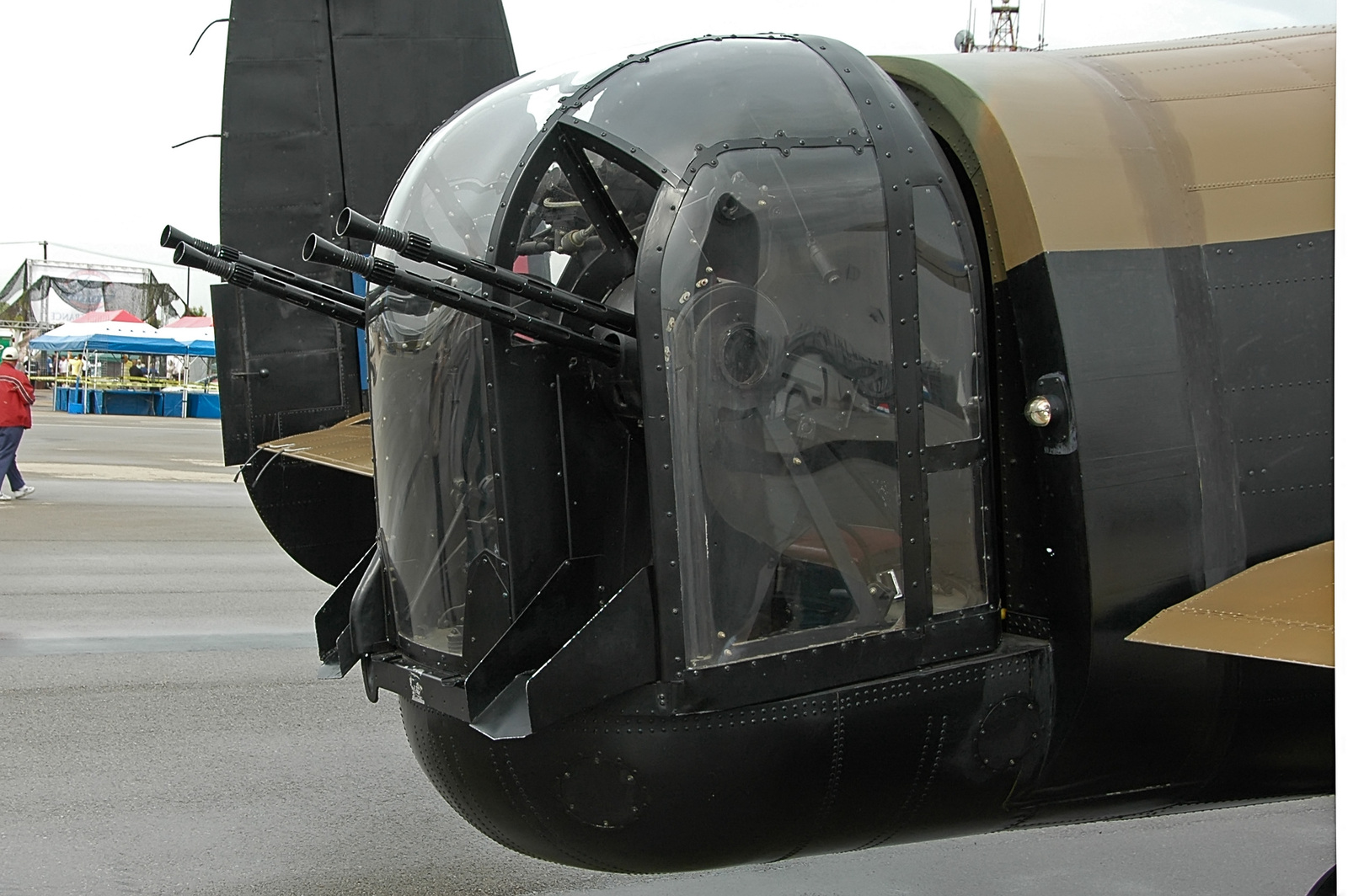
Tourelle arrière.
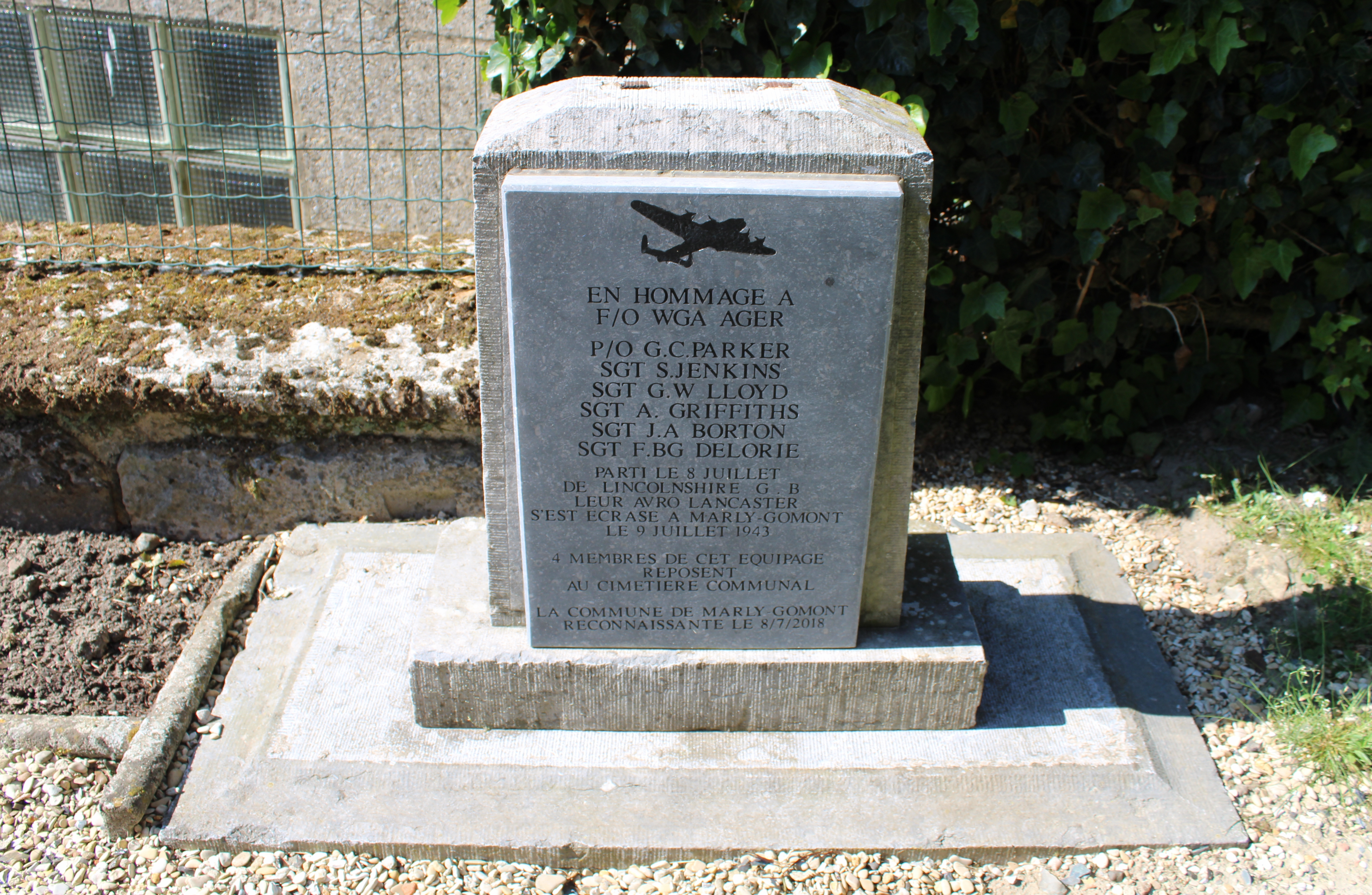
Monument hommage aux 7 aviateurs d'un Avro Lancaster abattu à Marly-Gomont (Aisne), le 9 juillet 1943.
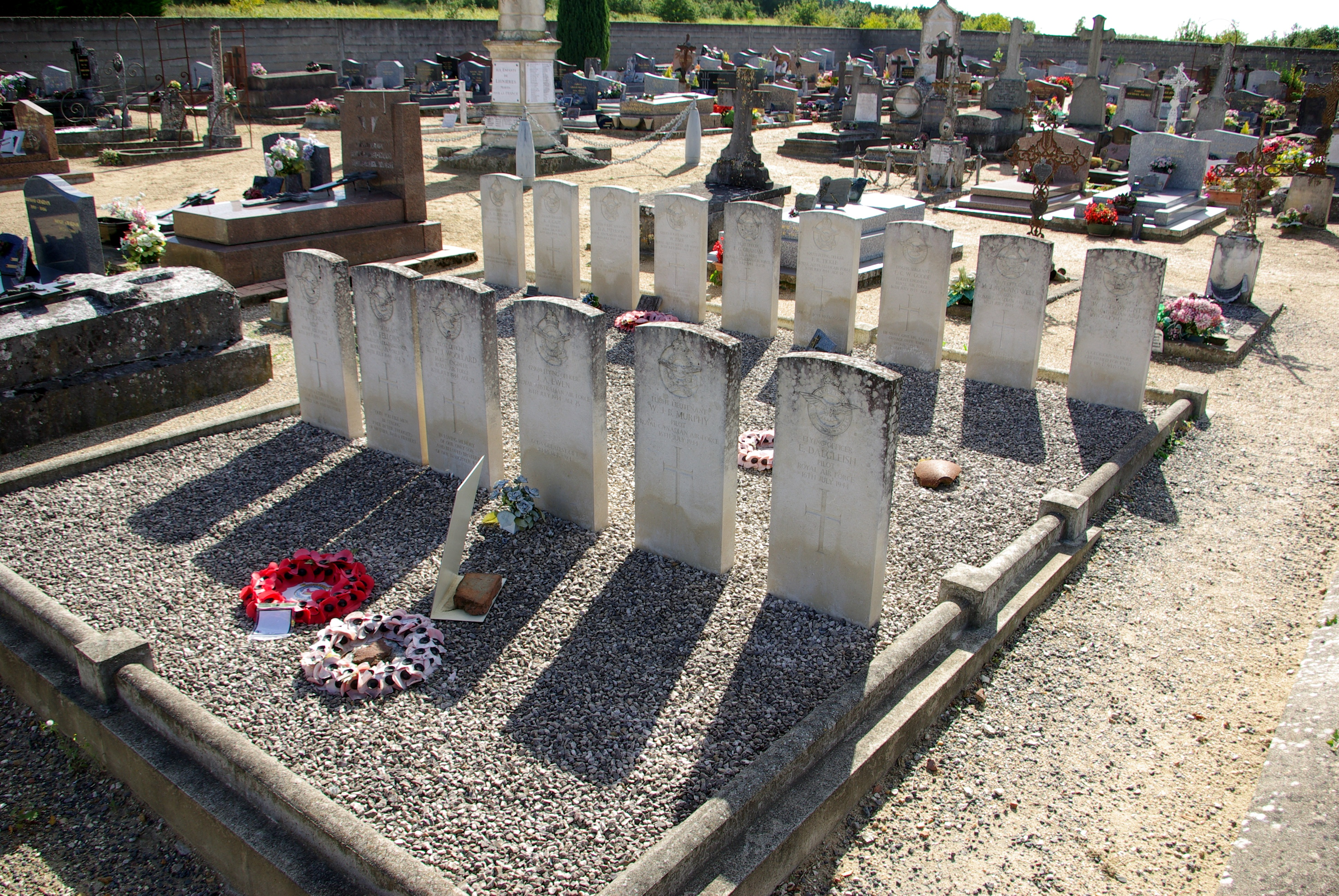
Tombes des 15 aviateurs de deux Avro Lancaster qui se heurtent en vol à Lignières-de-Touraine (Indre-et-Loire), le 16 juillet 1944.

## Crash en France
Dans la nuit du 4 au 5 février 1943, un Lancaster mk.I, code DX-Q, serial ED 352, appartenant au 57th squadron de la Royal Air Force, décolle de l'aéroport de Scampton en Angleterre, pour une mission de bombardement sur Turin en Italie.
Probablement à cause du mauvais temps, l’appareil s’écrase au dessus de Bourg-Saint-Maurice, contre la paroi de Belleface, sur la pointe de La Terrasse.
Les sept membres d'équipages meurent dans l'accident. Il s'agit de :
- Flight Officer Alister Franck RITCH, pilote de la Royal Canadian Air Force, 22 ans
- Sergent Douglas Mc NEILL, radio/mitrailleur, 31 ans
- Sergent Eric Norman PERKINS, mitrailleur, 19 ans
- Sergent Eric ATKINS, navigateur/bombardier
- Sergent Denis George BUSBY, navigateur/bombardier, 20 ans
- Sergent Thomas COSFORD, mécanicien, 36 ans
- Sergent Ronald SHEARS, mitrailleur

Les corps, retrouvés à la fonte des neiges, seront d'abord inhumés au cimetière de Bourg-Saint-Maurice, puis seront déplacés après la guerre au cimetière militaire britannique de Saint-Germain-au-Mont-d'Or, près de Lyon.